# ISO 3166-2:AE
ISO 3166-2:AE são o grupo de códigos definidos em ISO 3166-2, parte do ISO 3166 padrão publicado pela Organização Internacional para Padronização (ISO), para os nomes das principais subdivisões dos Emirados Árabes Unidos.
Os códigos cobrem 7 Emirados Árabes Unidos. Cada código é composto de duas partes, separadas por um hífen. A primeira parte é AE, o ISO 3166-1 alfa-2 Código dos Emirados Árabes Unidos, e a segunda parte é um subcódigo de duas letras.

## Códigos atuais
Códigos ISO 3166 e nomes de subdivisões são listados como publicado pela Agência de Manutenção (ISO 3166/MA). As colunas podem ser classificadas clicando nos respectivos botões.
| Código | Nome do Emirado |
| ------ | --------------- |
| AE-AZ  | Abu Dhabi       |
| AE-AJ  | Ajman           |
| AE-FU  | Al Fujayrah     |
| AE-SH  | Ash Shāriqah    |
| AE-DU  | Dubayy          |
| AE-RK  | Ra's al Khaymah |
| AE-UQ  | Umm al Qaywayn  |

## Mudanças
As seguintes alterações à norma ISO 3166-2: AE foram anunciadas em boletins pela ISO 3166/MA desde a primeira publicação da norma ISO 3166-2, em 1998:
| Informativo | Data de publicação | Descrição da mudança                        |
| ----------- | ------------------ | ------------------------------------------- |
| I-2         | 2002-05-21         | Correcção ortográfica no AE-RK              |
| I-3         | 2002-08-20         | Erro correção: Ortografia correção no AE-AZ |